# Black Uhuru
Black Uhuru (Блэк Ухуру) — ямайская музыкальная группа, работающая в жанре регги.
Музыкальный сайт AllMusic кратко характеризует Black Uhuru как «давно существующую ямайскую рутс-регги-группу, популярную с конца 1970-х по 1990-е годы», «наиболее успешную из второго поколения регги-групп», которая «сохраняла высокое качество несмотря на многочисленные на протяжении своей более чем 40-летней истории изменения в составе».
Слово «Uhuru» в названии группы «свобода» на языке суахили.
По мнению авторов книги Reggae: The Rough Guide, группа Black Uhuru была «наиболее динамичным и прогрессивным регги-актом 1970-х и начала 1980-х годов».
За свой альбом 1983 года Anthem группа удостоилась первой в истории этой награды премии «Грэмми» за лучший регги-альбом. (Произошло это в 1985 году.)
Со второй половины 1980-х годов единственным участником из первого состава в группе остаётся Дерек (Даки) Симпсон, вокруг него состав и потом неоднократно менялся.

## Дискография
- См. «Black Uhuru § Discography» в английском разделе.